# Jan Holmquist
Jan Rikard Holmquist, född 16 september 1947 i Stockholm, är en svensk skådespelare.

## Biografi
Holmquist är utbildad vid Teaterhögskolan i Göteborg 1967–1970 och från 1970 var han engagerad vid Göteborgs Stadsteater. Han var med och bildade filialscenen Angereds Teater 1978 där han gjorde många roller fram till 1990 då han återkom till huvudscenen vid Götaplatsen. Bland de många uppsättningar där Jan Holmquist medverkat kan nämnas Frusna tillgångar, En fröjdefull jul och Argbiggan.
Sedan 1998 är han frilans och har i huvudsak ägnat sig åt film- och TV-produktioner, bland annat Ragnar i Nya tider (TV-serie), Pappa Torsten i Heja Björn, Nöjespappan i julkalendern Håll huvet kallt och fabrikör Månsson i Saltön. Han spelade även rollen som Sven Axelsson i TV-serien Älskade Lotten mellan 1996 och 1998.
Under två år 2004–2006 turnerade han med Friteatern i pjäsen Tänk om som spelades över 200 gånger i små bygdegårdar runt om i Sverige. Han har även arbetat som speaker i reklam- och utbildningsfilmer. Utöver skådespeleriet håller han seminarier och kurser i Reiki (energiterapi).

## Filmografi
- 1979 – Mor gifter sig (TV-serie)
- 1990 – Kurt Olsson – filmen om mitt liv som mig själv
- 1993 – Den korsikanske biskopen (TV-serie)
- 1993 – Polisen och domarmordet (TV-serie)
- 1994 – Håll huvet kallt (TV-serie)
- 1994 – År av drömmar (TV-serie)
- 1996 – Juloratoriet
- 1996 – Älskade Lotten (TV-serie)
- 1997 – En fyra för tre (TV-serie)
- 1997 – Hemvärn och påssjuka
- 1997 – Killer Boots
- 1999 – Ett litet rött paket (TV-serie)
- 1999 – Insider (TV-serie)
- 1999 – Rederiet (TV-serie)
- 1999 – Nya tider (TV-serie) (till och med 2002)
- 2001 – Kommissarie Winter (TV-serie)
- 2002 – Bella bland kryddor och kriminella (TV-serie)
- 2002 – Familjen (TV-serie)
- 2002 – Heja Björn (TV-serie)
- 2002 – Hem till byn (TV-serie)
- 2002 – Olivia Twist (TV-serie)
- 2003 – Rånarna
- 2004 – Första intrycket
- 2004 – Om Stig Petrés hemlighet (TV-serie)
- 2005 – Coachen
- 2005 – Saltön (TV-serie)
- 2006 – Keillers park
- 2007 – Andra Avenyn (TV-serie)
- 2008 – Solsting och snésprång
- 2009 – Fallet (TV-serie)
- 2009 – Luftslottet som sprängdes
- 2010 – Blekingegade (TV-serie)
- 2011 – Simon och ekarna
- 2012 – Hinsehäxan
- 2012 – Dom över död man

## Teater

### Roller (ej komplett)
| År   | Roll                                         | Produktion                                                             | Regi                                                   | Teater                   |
| ---- | -------------------------------------------- | ---------------------------------------------------------------------- | ------------------------------------------------------ | ------------------------ |
| 1984 | Herr Fusi                                    | Momo Michael Ende                                                      | Margita Ahlin, Jonas Falk, Maria Gonzalez, Eva Persson | Göteborgs stadsteater    |
| 1991 |                                              | Den perfekta kyssen Staffan Göthe                                      | Åsa Melldahl                                           | Angereds teater          |
| 1997 | Grosshandlare Blomkvist alias spion Karlsson | Hemvärn & påssjuka Nils Bie Persson                                    | Anders Albien                                          | Vallarnas friluftsteater |
| 2000 |                                              | Rena rama Rolf – En plats i solen Wilhelm Behrman och Gustaf Skördeman | Krister Claesson                                       | Vallarnas friluftsteater |
| 2008 | Direktör Henrik Bergström                    | Solsting och snésprång Wilhelm Behrman och Gustaf Skördeman            | Ulf Dohlsten                                           | Vallarnas friluftsteater |
| 2014 | Direktör Bert Grönvall                       | Brännvin i kikar'n Lars Classon och Jojje Jönsson                      | Lars Classon                                           | Vallarnas friluftsteater |
| 2015 | Direktör Bert Grönvall                       | Bröllop i kikar'n Lars Classon och Jojje Jönsson                       | Ulf Dohlsten                                           | Vallarnas friluftsteater |